# Lequio Berria
Lequio Berria é uma comuna italiana da região do Piemonte, província de Cuneo, com cerca de 523 habitantes. Estende-se por uma área de 11 km², tendo uma densidade populacional de 48 hab/km². Faz fronteira com Albaretto della Torre, Arguello, Benevello, Borgomale, Bosia, Cravanzana, Rodello.

## Demografia
| Variação demográfica do município entre 1861 e 2011                               |
|                                                                                   |
| Fonte: Istituto Nazionale di Statistica (ISTAT) - Elaboração gráfica da Wikipedia |